# Gobernaciones del Reino de Valencia

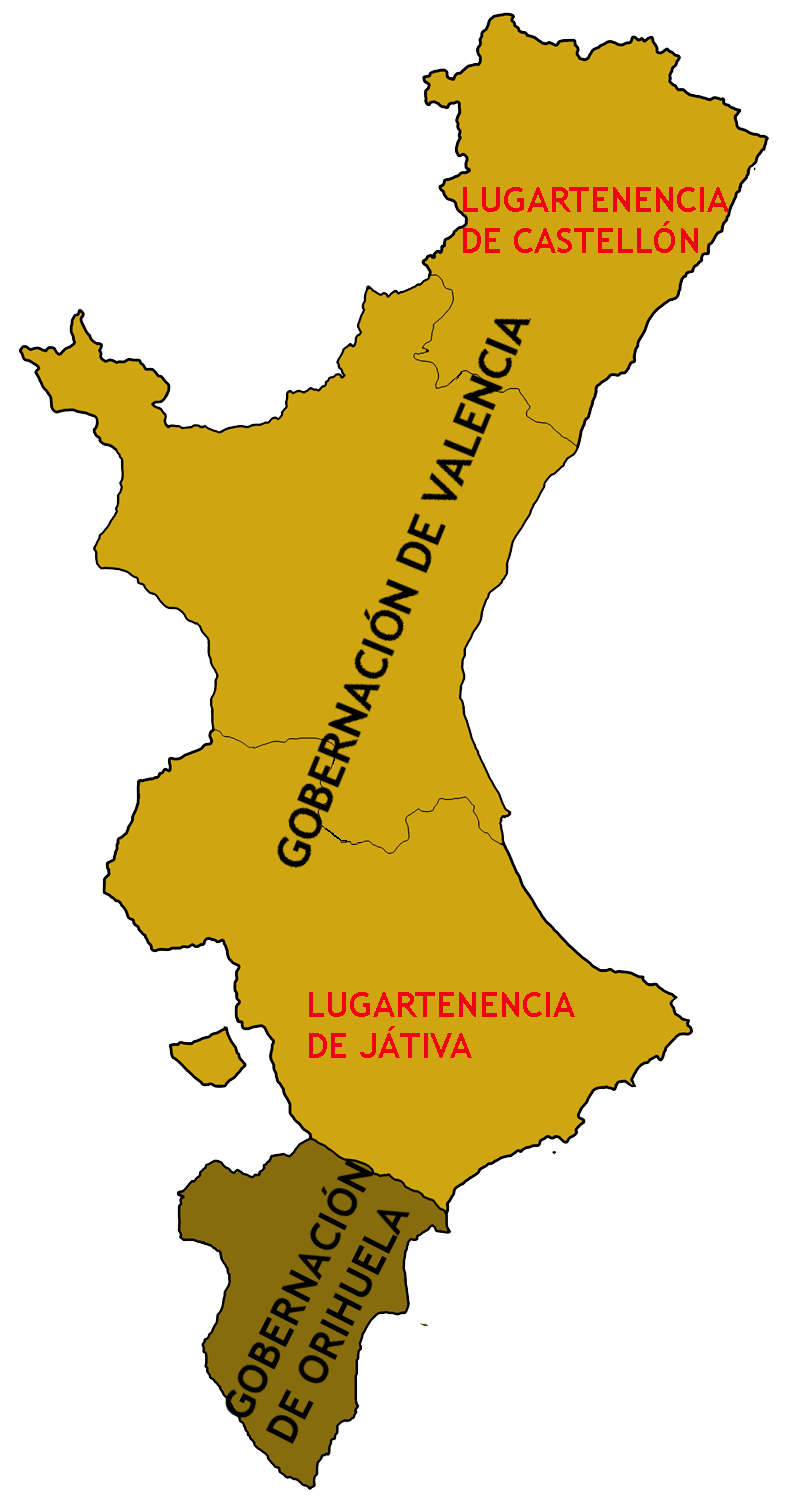
Governacions y districtes del Reino de Valencia

Las governacions o gobernaciones eran los dos territorios en que estaba dividido el Reino de Valencia, al frente de los cuales estaban los respectivos gobernadores o portantveus con sede en la ciudad de Valencia y en la de Orihuela. En el siglo XV estaban bajo la autoridad del "lloctinent general" ('Lugarteniente General del Reino de Valencia') y a partir del siglo XVI bajo la del Virrey de Valencia y de la Audiencia.

## Historia
El portantveus de General Governador de la ciutat e regne de València con sede en la ciudad de Valencia ejercía su jurisdicción desde la frontera de Cataluña hasta Jijona y el portantveus de General Governador de la ciutat d'Oriola y regne de València d'enllà Xixona —con sede en Orihuela— la ejercía «más allá de Jijona» hasta la frontera con Murcia. Sin embargo, el portantveus de València tenía preeminencia sobre el de Orihuela y, además, contaba con dos lloctinents de distrito que se encargaban del territorio dellà Uxó —'más allá del río Uxó'—, es decir, el comprendido entre la frontera con Cataluña y el río Uxó -con residencia en Castellón de la Plana- y del territorio dellà Xúquer —'más allá del Júcar'—, es decir, el comprendido entre el río Júcar y Jijona, con residencia en Játiva. Los dos portantveus y los lloctinents debían ser naturales del reino. Sus atribuciones eran gubernativas y sobre todo judiciales, aunque nunca tuvieron autoridad sobre el batle general. Tenían también la facultad, en caso de necesidad, de armar y dirigir ejércitos y poder sancionar a los que no participaran en ellos.
Durante la Edad Moderna los dos gobernadores o portantveus se convierten en los principales auxiliares del virrey en el mantenimiento del orden público. El de Valencia asumía interinamente las funciones del virrey en caso de ausencia o impedimento para ejercer sus funciones. Por su parte el gobernador de Orihuela —al igual que el batle general de esa gobernación— residía temporalmente en Alicante durante ciertos períodos.